# Josef Wilhelm Hauser
Josef Wilhelm Hauser (* 15. Januar 1946 in Göppingen; † 12. August 1984 in Heilbronn) war ein deutscher Politiker der CDU und Landtagsabgeordneter in Baden-Württemberg.

## Leben und Politik
Hauser studierte in Bonn und Tübingen Rechtswissenschaften und war danach ab 1978 als Rechtsanwalt in Göppingen tätig.
Er war Vorsitzender der Jungen Union im Landkreis Göppingen und von 1980 an stellvertretender Kreisvorsitzender der CDU. Am 5. Oktober 1983 rückte er für Roman Herzog in den Landtag von Baden-Württemberg nach. Er vertrat dort über das Direktmandat den Wahlkreis Göppingen. Bei der Landtagswahl 1984 wurde er wiedergewählt.
Am Abend des 12. August 1984 kam Hauser beim Zugunglück bei Heilbronn-Klingenberg ums Leben. Für ihn rückte Dieter Remppel in den Landtag nach.
Er war Mitglied der katholischen Studentenverbindung KDStV Bavaria Bonn.